# Divine
Divine (Towson, Maryland, 1945. október 19. – Los Angeles, 1988. március 7.) amerikai színész, énekes, nőimitátor (drag queen). Eredeti neve: Harris Glenn Milstead. John Waters alkotásainak köszönhetően vált ismertté: különösen a provokatív Rózsaszín flamingókban (1972) nyújtott alakításának volt nagy visszhangja. Az 1980-as években elsősorban diszkósztárként tündökölt előbb Bobby Orlando, később a Stock–Aitken–Waterman-trió támogatásával.

## Pályafutása

### A kezdetek
Divine édesapja Harris Bernard Milstead (1917–1993), édesanyja Diana Frances Milstead (született: Vukovich), aki emigráns horvátországi szerb szülők gyermeke volt. Az anya 1940 és 1943 között többször elvetélt, gyermekei közül csupán Glennt tudta kihordani. A kisfiú 12 éves volt, amikor a család Baltimore egyik külvárosába, Lutherville-be költözött. Mindössze hat házzal lejjebb élt tőlük John Waters, aki Divine barátja lett. A kövérkés Glennt az iskolában sokat gúnyolták, mert nemcsak túlsúlyos volt, hanem nőies viselkedésű is. Középiskolásként a kertészet, a kozmetika és a színjátszás iránt érdeklődött. Szülei megértéssel és elnézéssel bántak gyermekükkel, és az iskola befejezése után egy fodrászszalont rendeztek be számára, ahol öt (más források szerint: hat) évig dolgozott. Divine azonban egyáltalán nem fodrászként képzelte el az életét, hanem inkább színészként szeretett volna érvényesülni. Kitartó színészi ambíciói miatt szüleivel megromlott a kapcsolata, és Milsteadék Floridába költöztek. Kapcsolatuk nem sokkal Divine halála előtt rendeződött.

### Filmek John Waters-szel

Rózsaszín flamingók

Divine 1966-ban játszotta első filmszerepét a Roman Candles című produkcióban: a rendező a gyerekkori barát, John Waters volt. Ő és sminkese, Van Smith alkották meg Divine kissé ijesztő imázsát, amely végigkísérte egész pályafutását, sőt művésznevét is ekkor vette fel. Waters későbbi alkotásainak köszönhetően Divine személyéhez gyakran ízléstelen és visszataszító cselekedetek kapcsolódtak. Jó példa minderre az 1972-es Rózsaszín flamingók, melynek egyik jelenetében Divine félreérthetetlenül bemutatott igazi orális szexet folytat a fiát alakító szereplővel, illetve egy másik epizódban látható élvezettel kutyaürüléket fogyaszt, amely ráadásul valódi volt! Az évekkel később Magyarországon is bemutatott film ma már kultikus alkotásnak számít, a maga idejében pedig az Amerikai Egyesült Államok legendás éjszakai filmbemutatóinak egyik sikerdarabja volt. 
Divine később szeretett volna szabadulni kétes értékű imázsától, és e próbálkozásai közé tartozott diszkóénekesi pályafutása is. Mindazonáltal továbbra is szerepeket vállalt Waters – a Rózsaszín flamingóknál jóval szolidabb – későbbi alkotásaiban. Ezek közül még kettő jutott el a magyar mozikba. A Poliészter (1981) tulajdonképpen az amerikai középosztály kifigurázása. Eredetileg „szagos film”-nek készült: az amerikai nézők a kiválasztott filmszínházakban számozott illatmintákat kaptak, melyeket a megfelelő jelzésekre kellett „aktiválniuk”. Mivel a produkcióban szellentésekre is sor került, elképzelni sem érdemes, hogy az ennek megfelelő illatmintáknak köszönhetően miféle szagok terjenghettek a vetítőteremben. 
A Hajlakk (1988) a fentiek után kifejezetten ártalmatlan szórakozásnak nevezhető, táncos-zenés produkció. Érdekesség, hogy az akkor már diszkócsillagnak számító Divine mellett olyan popsztárok kaptak még kisebb-nagyobb szerepet a filmben, mint a Blondie énekesnője, Debbie Harry, az egykori Sonny and Cher duó férfi tagja, Sonny Bono, a Cars együttes oszlopos tagja, Ric Ocasek, és a filmszereplései révén többszörös Arany Málna díjas, alacsony termetű énekesnő, Pia Zadora. Ami Divine szempontjából fontos, hogy a filmben férfi és női szerepet is játszott, mindkettőt kifogástalanul.

### Egyéb filmek és színpadi szerepek
Waters mellett mások is igényt tartottak Divine extravagáns közreműködésére. A német Rosa von Praunheim Tally Brown, New York (1979) című dokumentumfilmjében Divine mellett az Andy Warhol által felfedezett Holly Woodlawn transzvesztita sztár is felbukkant. A Lust in the Dust című 1985-ös Paul Bartel-filmben Divine Tab Hunterrel játszott együtt, akivel korábban kitűnő párost alkotott a Poliészterben. Ugyancsak 1985-ben készült a Trouble In Mind, Alan Rudolph rendezése. Ebben Divine transzvesztita imázsából kilépve egy gengsztert alakított olyan partnerek mellett, mint Keith Carradine, Geneviève Bujold és Kris Kristofferson. Még a legendás horrorrendező, George A. Romero is meghívta a Tales from the Darkside egyik epizódjába. Személye a Walt Disney-céget ugyancsak megihlette: A kis hableány (1989) Disney-adaptációjának egyik szereplőjét, Ursulát, a tengeri boszorkányt állítólag Divine-ról mintázták. Színpadi szereplései közül említésre méltó a Women Behind Bars (Nők a rács mögött), amely nagy sikernek bizonyult New Yorkban, 1976-ban, a következő évben pedig Londonban is előadták. Tom Eyen darabja tulajdonképpen a női börtönökben játszódó filmek paródiája. Néhány évvel később a szerző folytatást is készített hozzá The Neon Woman (A neonasszony) címmel, amely 1979-ben került színpadra ugyancsak Divine főszereplésével előbb New Yorkban, később San Franciscóban.

### A diszkósztár
Divine az 1980-as évek elején új oldaláról, énekesként mutatkozott be a közönségnek. Karrierje tulajdonképpen egy véletlennek köszönhető: 1979 októberében meghívták a floridai Ft. Lauderdale éjszakai klubba. A klub tulajdonosai által félretájékoztatott közönség azt hitte, Divine énekelni fog, ám a sztár nem erre készült, és feldúltan távozott. Menedzsere, Bernard Jay azonban jó ötletnek tartotta az éneklést, és még ugyanabban az évben a Wax Trax Records stúdiójában felvették a Born to be Cheap című kislemezt. A korong kis példányszámban jelent meg, és eleinte Divine nem is tervezte, hogy folytatni fogja az éneklést. 1981-ben azonban mégis megállapodott Bobby Orlando zenei producerrel 2 nagylemez elkészítésében. 
Orlando dolgozott a Pet Shop Boys-szal (One More Chance), de legnagyobb sikereit Divine mellett a The Flirts nevű női trióval (Passion; Danger; Helpless stb.) érte el. Híres kollégájához, Giorgio Moroderhez hasonlóan szólólemezeket is kiadott. Divine első kislemeze Orlandóval a Native Love volt, amely az egyik legnagyobb slágere lett az Egyesült Államokban. Európában azonban a Shoot Your Shot tette igazán népszerűvé. Ez a sláger ma már a diszkózene egyik örökzöldjének számít. Mivel Orlando nem fizette ki Divine számára a jogdíjakat a felvett lemezek után, ezért a sztár pert indított a producer ellen, és távolmaradt a további stúdiómunkától. Orlando erre szerződésszegés miatt viszontkeresetet nyújtott be. Az ügy hónapokkal később Divine győzelmével zárult, és az ítélet lehetővé tette, hogy új lemezcéggel szerződjön. Következő felvételei Angliában, a Design Communications címkéjével jelentek meg. A Love Reaction című dal bevezető zenei motívuma erősen emlékeztet a New Order akkori slágere, a Blue Monday bevezetőjére. (Ugyanezt a zenei ötletet a Boney M. is felhasználta a Jumbo – Hakuna Matata című felvétele elején.) 
A Shake It Up ugyancsak népszerű lett. Divine lemezei érthető módon a melegdiszkókban voltak különösen sikeresek, de több dala a hivatalos slágerlistákra is felkerült. Különösen a You Think You’re A Man lett nagy sláger, az angol sikerlistán a 16., az ausztrálon a 8. helyig jutott. E dal már a Stock–Aitken–Waterman-trió gondozásában készült el. A szerző-producer trió a ’80-as évek első számú slágergyárosának számított, olyan előadók pályafutását egyengették, mint például a Dead or Alive, Hazell Dean, Princess, Rick Astley, Kylie Minogue, Jason Donovan, Sinitta, a Mel and Kim, alkalmilag pedig olyan sztárokkal dolgoztak együtt, mint Donna Summer, Samantha Fox, Sabrina Salerno és Mandy Smith. Divine-t meghívták a BBC híres Top of the Pops című műsorába, hogy élőben adja elő nagy slágerét, a You Think You're A Mant. A fellépésnek sajnos negatív volt a visszhangja, számos néző telefonon adott hangot felháborodásának. A BBC ezért elállt attól, hogy további szereplésekre kérje fel Divine-t, ám lemezét továbbra is játszották. A sértődött sztár válaszként a BBC-nézők felháborodására, elkészítette az I'm So Beautiful (Olyan gyönyörű vagyok) című dalát, amely a Proto cégnél jelent meg, akárcsak a Walk Like A Man és a Twistin' the Night Away. A lemezklubokban sikeres volt a Hard Magic című felvétele is.

## A vég
1988-ban Divine-t választották Peggy édesanyja szerepére a Fox új sorozata, az Egy rém rendes család számára. A figurát azonban már nem tudta eljátszani. Túlsúlyosságával összefüggésben egyre több problémája volt az egészségével és a közérzetével: alvászavarai és memóriagondjai voltak, kedélyállapota szélsőségesen változott, visszatérő szívproblémák kínozták. Mindez depresszióhoz vezetett, amiből marihuánafogyasztással próbált szabadulni, miközben a szer rabjává vált. (John Waters memoárja szerint Divine már fiatalon megkezdte a kábítószer-fogyasztást.) Menedzsere, Bernard Jay találta holtan a sztárt a szállodai szobájában, 1988. március 7-én. Mindössze 42 évet élt.

## Ismertebb filmjei
- 1966 Roman Candles
- 1968 Eat Your Makeup
- 1969 Mondo Trasho
- 1970 The Diane Linkletter Story
- 1970 Multiple Maniacs
- 1972 Rózsaszín flamingók (Pink Flamingos)
- 1974 Female Trouble
- 1981 Poliészter (Polyester)
- 1985 Eszelős Vadnyugat (Lust in the Dust)
- 1985 Trouble in Mind
- 1987 Tales from the Darkside (tévésorozat, a Seymourlama című epizódban)
- 1988 Hajlakk (Hairspray)
- 1989 Out of the Dark

## Diszkográfia

### Albumok
| Év   | Cím              | Kiadó     |
| ---- | ---------------- | --------- |
| 1982 | My First Album   | Metronome |
| 1982 | Jungle Jezebel   | O Records |
| 1984 | The Story So Far | Bellaphon |
| 1988 | Maid in England  | Bellaphon |

### CD kiadások
| Év   | Cím                                          | Kiadó                               |
| ---- | -------------------------------------------- | ----------------------------------- |
| 1988 | The Story So Far                             | Receiver Records, KNOB 3            |
| 1989 | The Best of & The Rest Of                    | Action Replay Records, CDAR 1007    |
| 1990 | Maid in England                              | ZYX Records, CD 9066                |
| 1991 | The Best of Divine: Native Love              | "O" Records, HTCD 16-2              |
| 1993 | The 12" Collection                           | Unidisc Music Inc., SPLK-7098       |
| 1994 | Jungle Jezebel                               | "O" Records, HTCD 6609              |
| 1994 | The Cream of Divine                          | Pickwick Group Ltd., PWKS 4228      |
| 1994 | Born to Be Cheap                             | Anagram Records, CDMGRAM 84         |
| 1995 | Shoot Your Shot                              | Mastertone Multimedia Ltd., AB 3013 |
| 1996 | The Remixes                                  | Avex UK, AVEXCD 29                  |
| 1996 | The Originals                                | Avex UK, AVEXCD 30                  |
| 1997 | The Best of Divine                           | Delta Music, 21 024                 |
| 2005 | Greatest Hits                                | Unidisc Music Inc., SPLK-8004       |
| 2005 | The Greatest Hits                            | Forever Gold, FG351                 |
| 2009 | Greatest Hits: The Originals and the Remixes | Dance Street Records, DST 77226-2   |
| 2011 | Essential Divine                             | Right Trackt Records                |

### Kislemezek
| Év   | Dal                             | Slágerlistás helyezés | Slágerlistás helyezés | Slágerlistás helyezés | Slágerlistás helyezés | Slágerlistás helyezés | Slágerlistás helyezés | Slágerlistás helyezés | Slágerlistás helyezés | Album            |
| Év   | Dal                             | Ausztrália            | Ausztria              | Németország           | Hollandia             | Új-Zéland             | Svájc                 | Egyesült Államok      | Egyesült Királyság    | Album            |
| ---- | ------------------------------- | --------------------- | --------------------- | --------------------- | --------------------- | --------------------- | --------------------- | --------------------- | --------------------- | ---------------- |
| 1981 | "Born To Be Cheap"              | —                     | —                     | —                     | —                     | —                     | —                     | —                     | —                     | Nem album dal    |
| 1982 | "Native Love (Step by Step)"    | —                     | —                     | —                     | 28                    | —                     | —                     | 21                    | —                     | The Story So Far |
| 1983 | "Shoot Your Shot"               | —                     | 9                     | 15                    | 7                     | —                     | 8                     | 39                    | —                     | The Story So Far |
| 1983 | "Love Reaction"                 | —                     | —                     | 55                    | 25                    | —                     | —                     | —                     | 65                    | The Story So Far |
| 1983 | "Shake It Up"                   | —                     | —                     | 26                    | 13                    | —                     | —                     | —                     | 82                    | The Story So Far |
| 1984 | "You Think You’re A Man"        | 8                     | —                     | 32                    | —                     | 27                    | 9                     | —                     | 16                    | The Story So Far |
| 1984 | "I’m So Beautiful"              | —                     | —                     | 38                    | —                     | 48                    | —                     | —                     | 52                    | The Story So Far |
| 1984 | "T Shirts And Tight Blue Jeans" | —                     | —                     | —                     | —                     | —                     | —                     | —                     | —                     | Nem album dal    |
| 1984 | "Divine Madness"                | —                     | —                     | —                     | —                     | —                     | —                     | —                     | —                     | Nem album dal    |
| 1985 | "Walk Like A Man"               | 75                    | —                     | 52                    | —                     | —                     | 28                    | —                     | 23                    | Maid in England  |
| 1985 | "Twistin' the Night Away"       | —                     | —                     | —                     | —                     | —                     | —                     | —                     | 47                    | Maid in England  |
| 1985 | "Hard Magic"                    | —                     | —                     | —                     | —                     | —                     | —                     | —                     | 87                    | Maid in England  |
| 1987 | "Little Baby"                   | —                     | —                     | —                     | —                     | —                     | —                     | —                     | —                     | Maid in England  |
| 1987 | "Hey You!"                      | —                     | —                     | —                     | —                     | —                     | —                     | —                     | —                     | Maid in England  |